# Zischgeles
Zischgeles är en bergstopp i Österrike.   Den ligger i distriktet Innsbruck-Land och förbundslandet Tyrolen, i den västra delen av landet. Toppen på Zischgeles är 3 004 meter över havet.
Den högsta punkten i närheten är Grubenwand, 3 173 meter över havet, söder om Zischgeles. Närmaste samhälle är Gries im Sellrain, nordöst om Zischgeles. 
Trakten runt Zischgeles består i huvudsak av kala bergstoppar.